# DJ Smallz
DJ Smallz é um DJ de Hip Hop norte-americano, conhecido por suas mixtapes, bem como o seu programa semanal na rádio satélite Sirius e DISH Network, Southern Smoke Radio. Suas fitas têm caracterizado de artistas como young Buck, Ludacris, master P, Lil Wayne, BoB, Outlawz KO McCoy, Drake, e Juicy J, Gangsta Boo com o Project Pat.